# 光號鐵路之星
光號鐵路之星（日语： Hikari rerusuta */?）是西日本旅客鐵道（JR西日本）於山陽新幹線運行的一種車輛之暱稱。

## 概要
與東海道新幹線相比，山陽新幹線在京阪神 - 北九州市、福岡市間的輸送量一直較低，以16輛編成的車輛運行的成本成了一大負擔。因此JR西日本於1987年成立以來，在山陽新幹線把0系編成短縮為12節車廂，並將普通車廂座席改為橫2列+2列而成為「西日本光號（ウエスト光）」。
進入21世紀之後，0系新幹線的老化和其車輛性能有限導致班次無法增加，於是投入當時最新的700系8輛車廂的版本（即E編成）而成為「光號鐵路之星」，於2000年（平成12年）3月11日開始運行。
「光號鐵路之星」不設置綠色車廂(Green Car)，但於第8車設置包廂。第1~3車座位採3+2配置，第4~8車座位採2+2配置。
九州新幹線全線通車，直通山陽新幹線與九州新幹線的「櫻花」號開行後，近年來「光號鐵路之星」班次幾乎已被「櫻花」號取代，其編組大多轉為「回聲」號使用。

## 車輛、設備
| ←博多                                                                                          | 新大阪→ |    |    |    |    |    |     |
| \| 1 \| 2 \| 3 \| 4 \| 5 \| 6 \| 7 \| 8 \| \| 自 \| 自 \| 自 \| 指 \| 指 \| 指 \| 指 \| 指C \| |         |    |    |    |    |    |     |
| - 自：自由席；指：指定席 - C=包廂席（4名1室共4室設置）                                         |         |    |    |    |    |    |     |
| 1                                                                                              | 2       | 3  | 4  | 5  | 6  | 7  | 8   |
| 自                                                                                             | 自      | 自 | 指 | 指 | 指 | 指 | 指C |

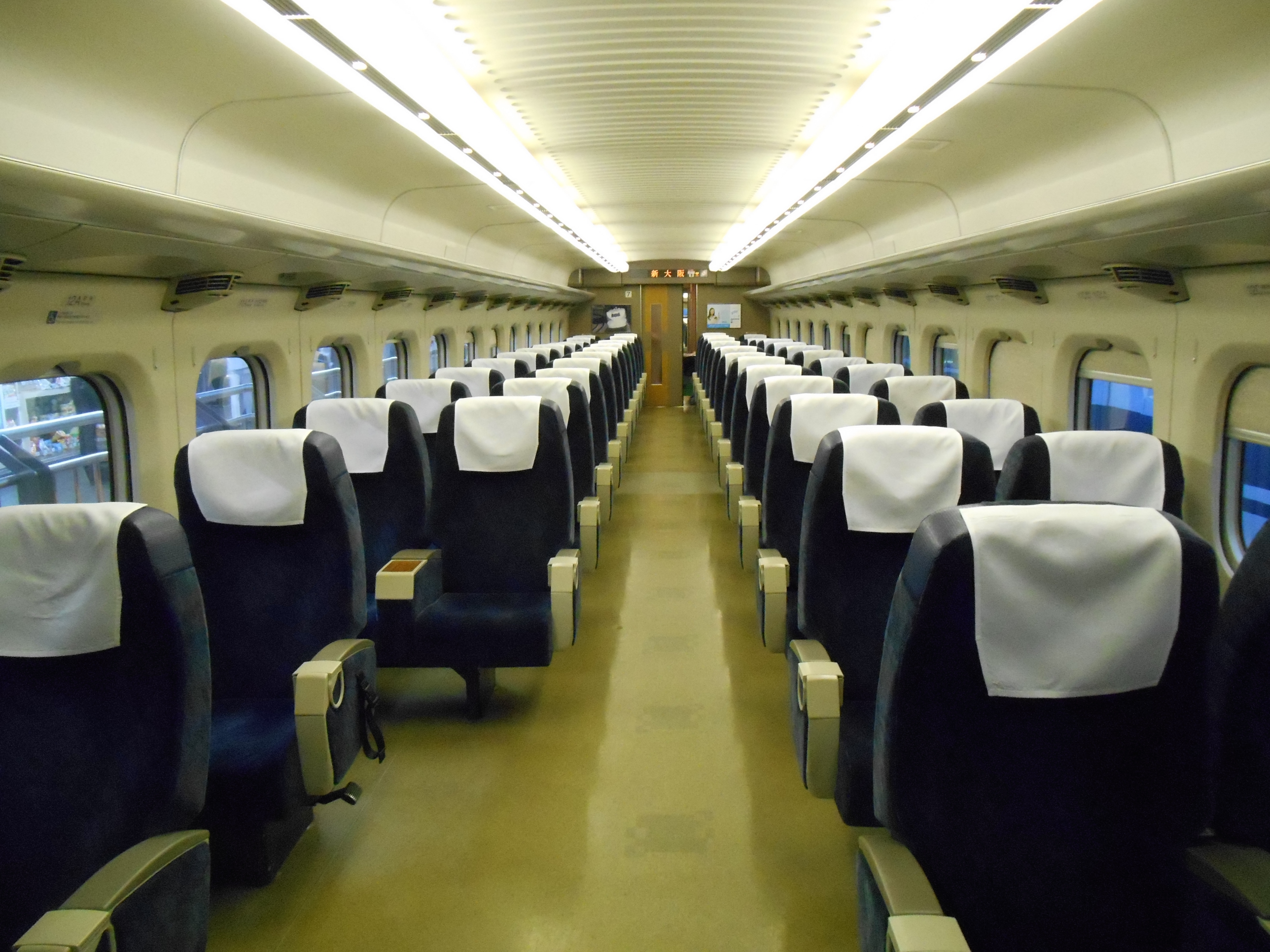
光號鐵路之星指定席內裝

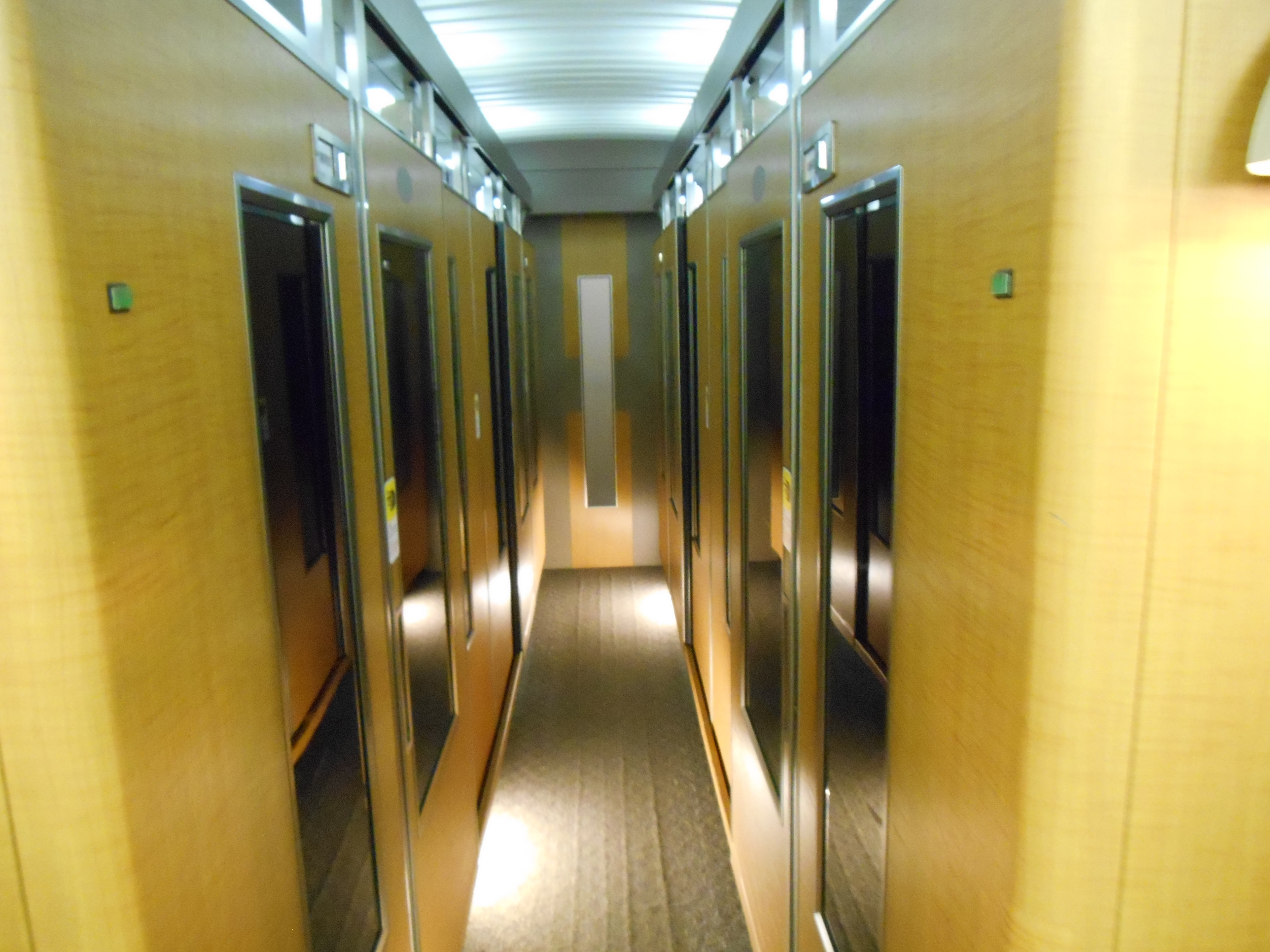
光號鐵路之星的包廂席

2012年3月17日起所有車廂禁菸，亦不設吸菸室。
使用700系7000番台（E編成）。與東海道、山陽新幹線長年使用的白底藍帶塗裝不同，光號鐵路之星以灰底塗裝，車窗間為黑色，車窗下方塗有橘色帶，車頭側邊有「Rail Star West Japan Railway」字樣。

### 性能

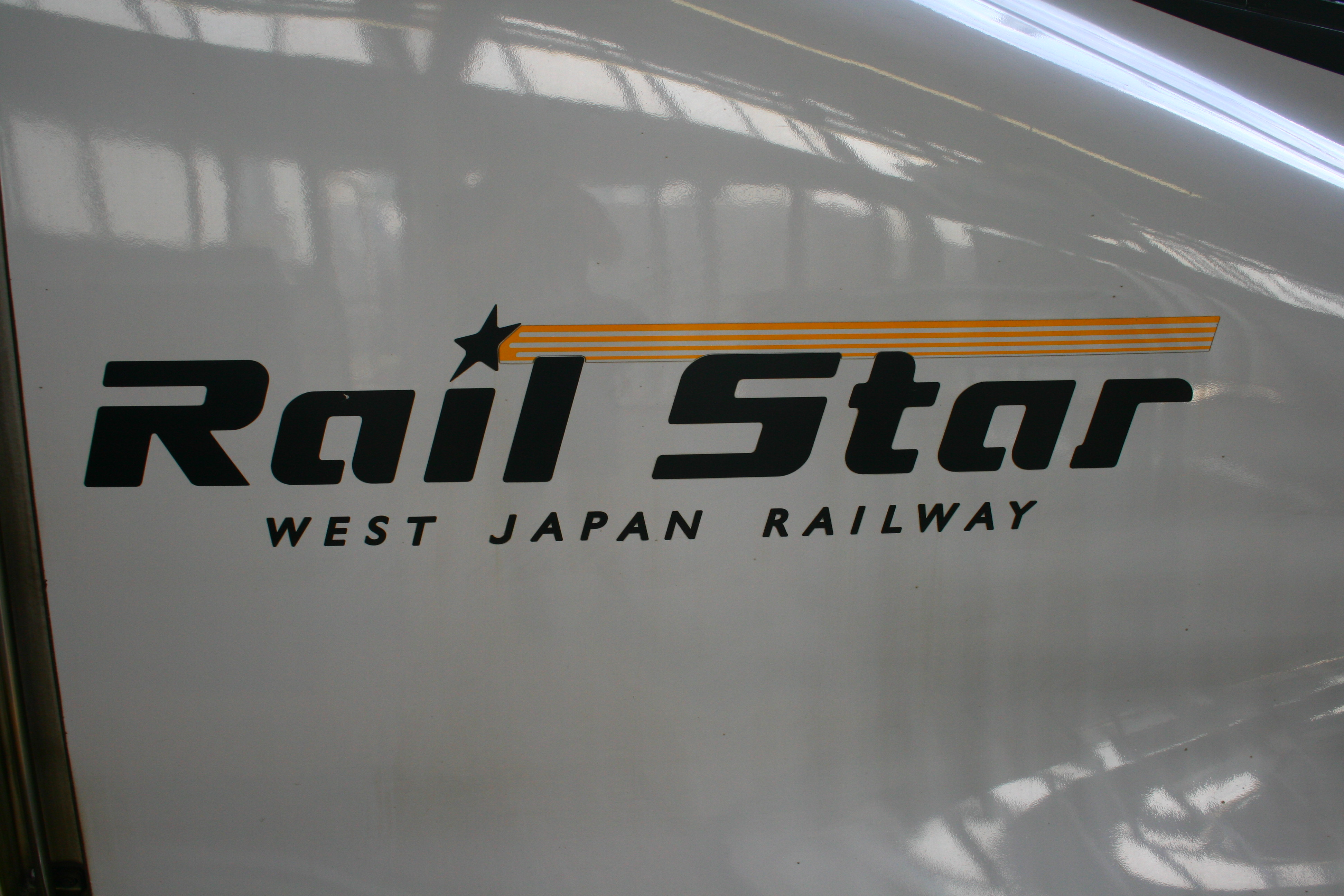
光號鐵路之星的標誌

700系動力性能、最高速度和同系運用的700系「希望號」一樣是285km/h。但新大阪站 - 博多站間標準所需時間2小時45分與「希望」比有6 - 22分之差。
運行速度到達285km/h時，車内訊息顯示器會有「We are now travelling at 285km/h.」的字樣（500系於300km/h顯示、N700系無顯示）。

## 停車站與所需時間

### 2023年3月18日改正時點的狀況。
- 新下關 - 岡山間所要時間為2小時12分。

| 運轉班數＼車站 | 岡山站 | 新倉敷站 | 福山站 | 新尾道站 | 三原站 | 東廣島站 | 廣島站 | 新岩國站 | 德山站 | 新山口站 | 新下關站 |
| -------------- | ------ | -------- | ------ | -------- | ------ | -------- | ------ | -------- | ------ | -------- | -------- |
| 上行1班(590號) | ●      | ●        | ●      | ●        | ●      | ●        | ●      | ●        | ●      | ●        | ●        |

- ● - 停車
- ○ - 部份列車停車/通過
- － - 通過

## 歷史
- 2000年
  - 3月11日：1日14.5往復運轉開始。新大阪站、新神戶站、岡山站、廣島站、小倉站、博多站全列車停車。
  - 4月21日：因為「西日本光」号運轉終止而增發4.5往復、1日19往復（新大阪 - 博多間18往復、新大阪 - 廣島間1往復）。
  - 12月10日：乘车人数突破1000万人次[2]。
- 2001年
  - 4月21日：5.5往復增發、1日24.5往復（新大阪 - 博多20往復、新大阪 - 廣島4.5往復。3往復6班為臨時列車）。「鐵路之星」全體運轉班數由38班→49班増加。
  - 10月1日：新大阪站 - 廣島站間列車3往復往博多延長、新大阪 - 博多間1日23往復。
- 2003年10月1日：姫路站與福山站亦全列車停車。
- 2004年7月：5號車改為禁菸車廂。
- 2006年3月18日：速達類型2往復新設（朝夕1往復）。新大阪 - 廣島間1往復（早朝上行440號・深夜下行489號），新增停靠三原站。
- 2007年7月1日：速達類型1往復增發（新大阪6:00發441號・博多20:28發486號）。
- 2008年3月15日：新大阪 - 廣島間上行1班（早朝上行440號、現在540號）廣島 - 岡山間各站停車。姫路站以外的通常停車站停車的準速達類型追加。
- 2009年3月14日：新大阪 - 廣島間下行1班（深夜下行589號）亦廣島 - 岡山間各站停車[3][4]。限途中5站停的速達類型廢止[5]。
- 2010年3月13日：新大阪 - 博多間5往復改為臨時列車。定期列車由1日25往復減少至20往復[6]。
- 2011年
  - 3月12日：光號鐵路之星將陸續由櫻號列車取代，由30往復縮為10往復。2號車改為禁菸車廂[7]。
  - 9月1日： 4往復光號鐵道之星班次由700系E編成行駛的班次改為同樣只有8節車廂的N700系S編成行駛，同時回復光號班次，並將速度提高至300km/h 。光號鐵路之星由10往復縮為6往復。
  - 12月1日：再有4往復光號鐵道之星班次由700E編成行駛的班次改為N700系S編成行駛。光號鐵路之星由6往復縮為2往復(其中一班由廣島往新大阪)。
- 2012年3月17日：山陽新幹線駛入廣島至博多一段的光號將由櫻號列車取代，終點站延伸至九州新幹線，現時剩下的光號只有5班（僅3班是光號鐵路之星，另外2班採用16輛編成）。唯一的吸菸車廂6號車改為禁菸車廂，全列車禁菸。
- 2013年3月16日：由于时刻表调整，列车远行数量略有增加。
- 2018年6月2日至9月29日：開行姫路 - 博多間1往復的臨時「光號鐵路之星」。停靠岡山站、廣島站、新下關站、小倉站。
- 2023年3月18日：時刻表改正，山陽新幹線內完結的光號減少至只有3班（當中僅上行590號是光號鐵路之星，另外2班採用16輛編成）。